# Xenofrea anomala
Xenofrea anomala är en skalbaggsart som beskrevs av Bates 1885. Xenofrea anomala ingår i släktet Xenofrea och familjen långhorningar.
Artens utbredningsområde är Panama. Inga underarter finns listade i Catalogue of Life.